# Old Cataract
L'hôtel Old Cataract est un palace situé à Assouan, en Égypte. Construit à partir de 1899, il est détenu par Sofitel, filiale du groupe Accor.
Fermé début 2008 pour des travaux de rénovation prévus pour durer deux ans, il doit, à sa réouverture, rejoindre les rangs des hôtels classés Sofitel Legend. Le Old Cataract est principalement connu du grand public pour avoir été l'un des lieux de tournage de l'adaptation cinématographique du roman d'Agatha Christie, Mort sur le Nil, en 1978. Ses jardins en terrasse offrent une très belle vue sur le Nil.

## Histoire

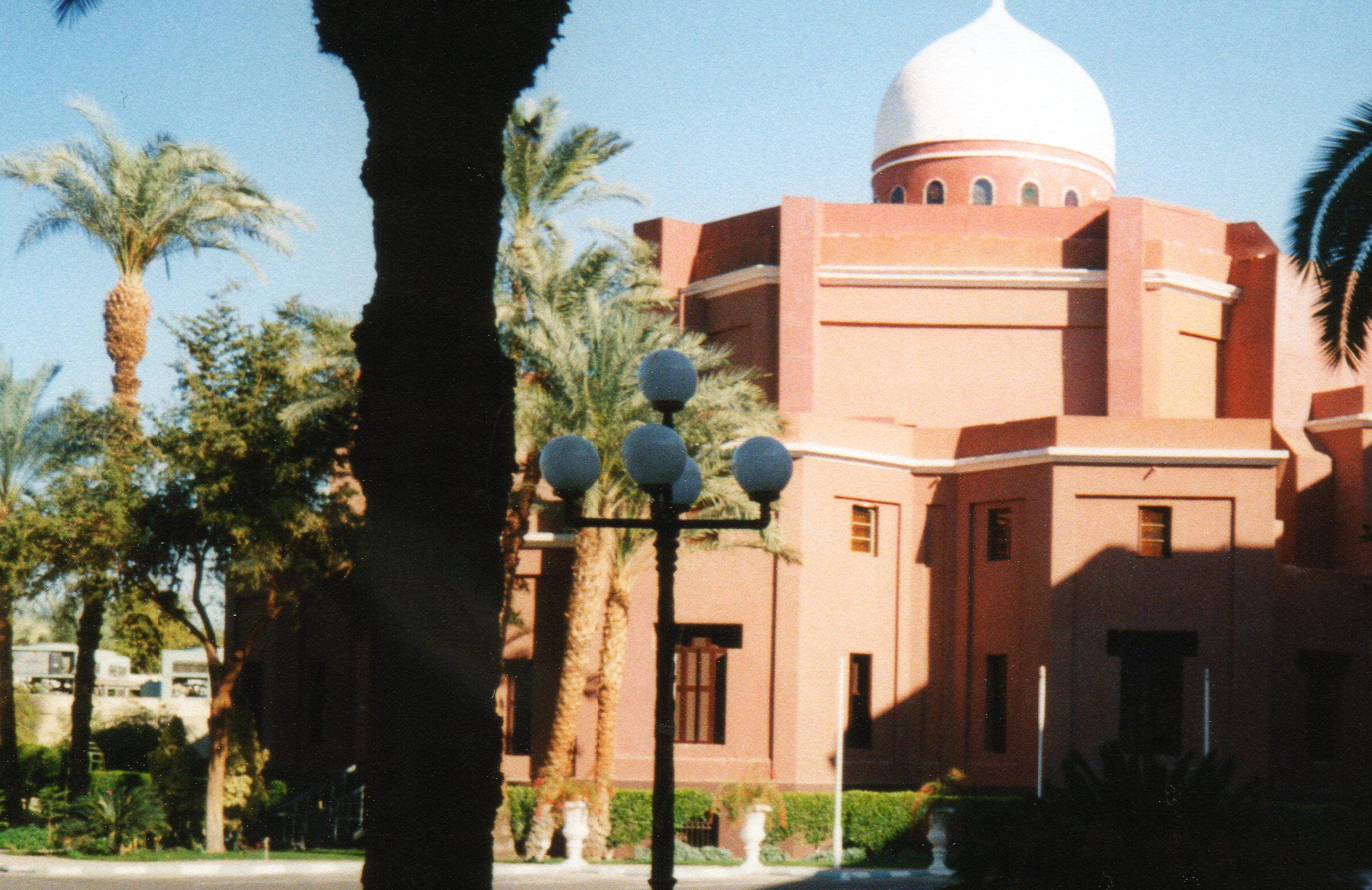
La salle à manger, vue extérieure.

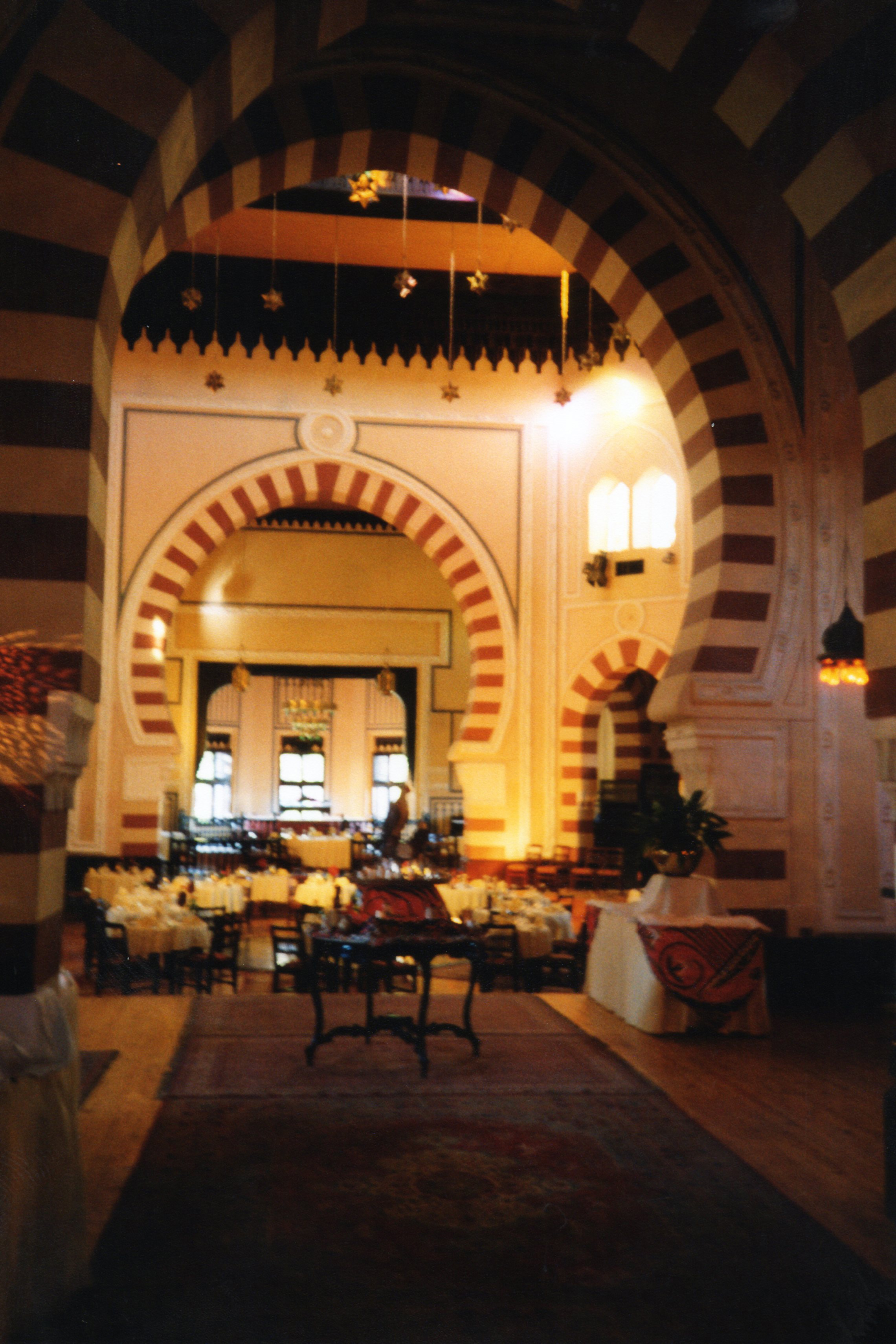
La salle à manger de l'hôtel, surmontée d'une coupole de style mauresque.

L'hôtel est une commande de Thomas Cook, qui ne le verra pourtant jamais réalisé, étant décédé avant sa construction. Les travaux commencent en 1899 et finissent trois ans plus tard. En 1902 a lieu l'inauguration, à laquelle assiste Winston Churchill, qui y a une suite attitrée (la 1101) De deux étages, avec une façade couleur caramel, l'hôtel accueille un jardin luxuriant. Une annexe contemporaine, le Nile, est construite dans les années 1960 ; elle accueille le bar Yassmin.
De nombreuses personnalités y ont séjourné, comme le roi d'Arabie saoudite Fayçal, le roi d'Égypte Farouk, Louis Mountbatten, Antoine de Saint-Exupéry, André Malraux, François Mitterrand, Diana Spencer, la reine d'Espagne Sophie ou encore Philippe de Rothschild, qui qualifie le lieu de « merveille d'hôtel ». L'Aga Khan III y passe sa nuit de noces avec son épouse Yvette Labrousse et y réserve une suite tous les hivers ; cette dernière y fait déposer chaque jour une rose rouge dans une flûte de cristal jusqu'à sa mort, en 2000.
La romancière britannique Agatha Christie y vient plusieurs fois. Lors de sa première visite, elle note : « Cet hôtel regorge à présent de personnages notoires. Bientôt, on en parlera dans les gazettes. Des beautés mondaines, des écrivains à la mode ». Dans la suite 1201, au deuxième étage, elle rédige en 1935 quelques chapitres de Mort sur le Nil. Des scènes de l'adaptation cinématographique de 1978 y sont tournées.
L'hôtel ferme entre 2008 et 2011 pour rénovation. Il est réaménagé par l'architecte d'intérieur Sybille de Margerie. La série Secret of the Nile y est tournée en 2016.